# Opatovce nad Nitrou
Opatovce nad Nitrou (em húngaro: Bajmócapáti) é um município da Eslováquia, situado no distrito de Prievidza, na região de Trenčín. Tem 9,17 km² de área e sua população em 2018 foi estimada em 1.554 habitantes.

## Demografia
| Ano:        | 1994 | 2004   | 2014   | 2024   |
| ----------- | ---- | ------ | ------ | ------ |
| Broj ljudi: | 1478 | 1453   | 1568   | 1517   |
| Razlika:    |      | -1,69% | +7,91% | -3,25% |

| Ano:               | 2023 | 2024   |
| ------------------ | ---- | ------ |
| Número de pessoas: | 1547 | 1517   |
| Diferença:         |      | -1,93% |